# Châtres (Dordogne)
Châtres település Franciaországban, Dordogne megyében. Lakosainak száma 181 fő (2022. január 1.). Châtres Badefols-d’Ans, Peyrignac, La Chapelle-Saint-Jean, Nailhac, Villac és Saint-Rabier községekkel határos.

## Népesség
A település népességének változása:
| Lakosok száma | 226  | 173  | 161  | 165  | 186  | 190  | 194  | 190  | 184  | 181  |
|               | 1968 | 1982 | 1999 | 2006 | 2011 | 2015 | 2017 | 2018 | 2020 | 2022 |